# الأسلحة الصغيرة والخفيفة

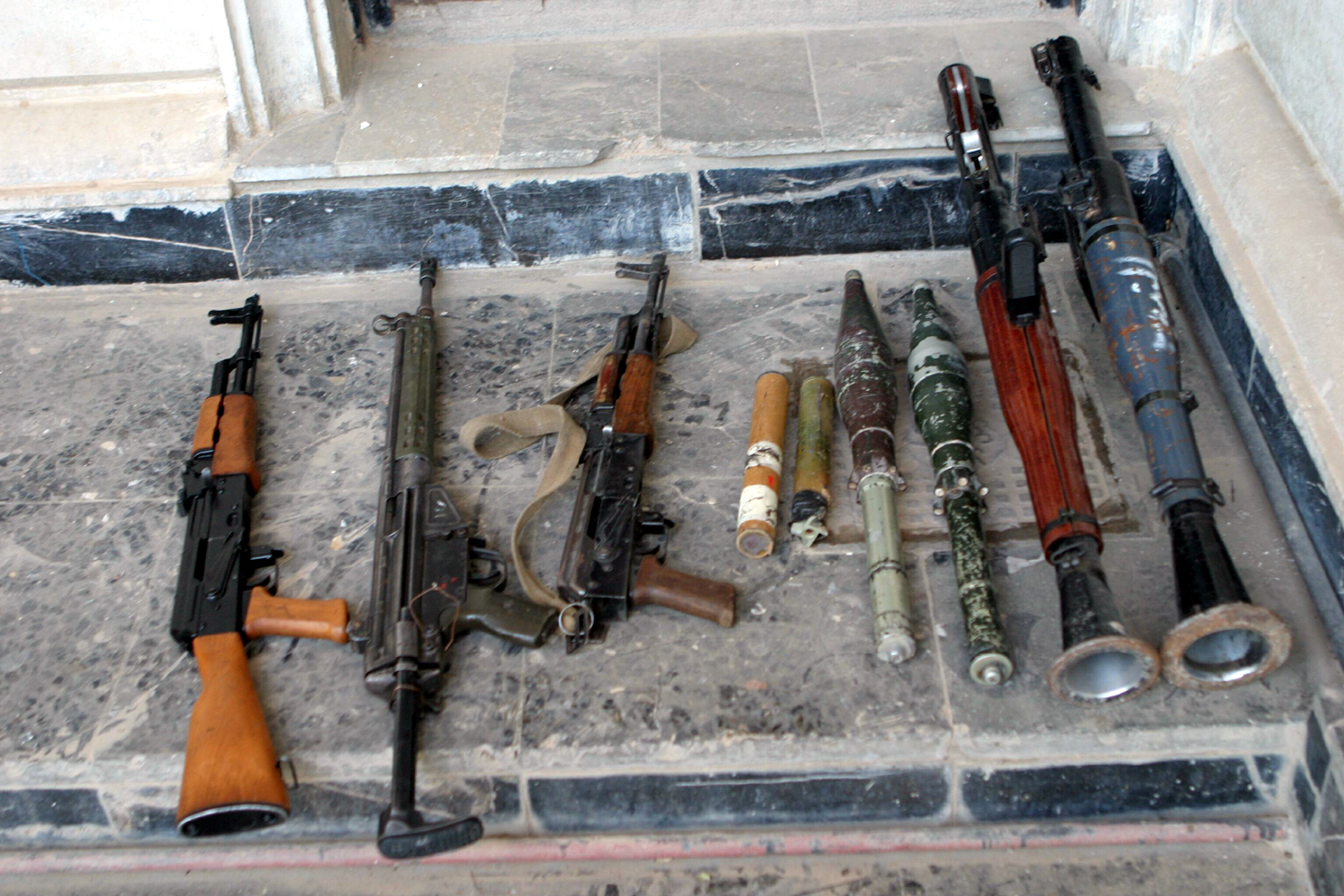
أيه كيه أم وجي 3 وآر بي جي 7 تم العثور عليها من قبل مشاة البحرية الأمريكية في الفلوجة.

الأسلحة الصغيرة والخفيفة (SALW) في بروتوكولات مراقبة الأسلحة تشير إلى فئتين رئيسيتين من الأسلحة التي يحملها الأفراد. 
- الأسلحة الصغيرة، بالمعنى الواسع، هي أسلحة نارية ذات مقذوفات حركية لخدمة الأفراد (أي لحملها وتشغيلها بواسطة أفراد المشاة). وتشمل: السلاح اليدوي (مسدس دوار، مسدس، رينجر، مسدس رشاش)، المسكيت، شوزن، البنادق (بندقية اقتحام، بندقية معركة، بندقية قصيرة، بندقية الرماة ، بندقية قصيرة الماسورة، بندقية قنص)، بندقية رشاشة وأسلحة الدفاع الشخصي والأسلحة الآلية للفرقة والمدافع الرشاشة الخفيفة. [2]
- الأسلحة الخفيفة، بالمعنى الواسع، هي أسلحة محمولة للمشاة وهي إما أسلحة نارية حركية مخدومة بواسطة طاقم، أو أجهزة حارقة، أو ذخائر متفجرة. وتشمل: البنادق المضادة للعتاد، البنادق المضادة للدبابات، الرشاشات متعددة الأغراض، المدافع الرشاشة المتوسطة، المدافع الرشاشة الثقيلة، قاذفات اللهب، القنابل اليدوية، بنادق قاذفة، قاذفات القنابل الآلية، البنادق عديمة الارتداد، القذائف الصاروخية، صواريخ مضادة للدبابات، أنظمة دفاع جوي محمولة، مدافع هاون أقل من عيار 100 مليمتر (3.9 بوصة). [2]

تشمل الأسلحة الصغيرة والأسلحة الخفيفة أيضًا الذخيرة والمتفجرات والقنابل اليدوية والألغام الأرضية وأي أسلحة محمولة أخرى.  
في المقابل، يشير مصطلح الأسلحة الثقيلة عمومًا إلى أي أنظمة أسلحة أخرى تكون مرهقة للغاية بالنسبة للنقل على الأقدام، وبالتالي يتعين الاعتماد على منصات مثبتة على إطارات/مركبات بعجلات أو سفن أو طائرات أو تحصينات من أجل التشغيل الفعال.

## الاتفاقيات القانونية الدولية
وفقًا لمكتب الأمم المتحدة المعني بالمخدرات والجريمة، يتألف الإطار الدولي بشأن الأسلحة النارية من ثلاثة صكوك رئيسية: بروتوكول الأسلحة النارية وبرنامج عمل الأمم المتحدة لمنع الاتجار غير المشروع بالأسلحة الصغيرة والأسلحة الخفيفة ومكافحته والقضاء عليه والصك الدولي لتمكين الدول من التعرف على الأسلحة الصغيرة والأسلحة الخفيفة غير المشروعة وتعقبها في الوقت المناسب وبطريقة موثوقة (الصك الدولي للتعقب).
تركز سياسات ومعاهدات الحد من الأسلحة هذه على الاتجار الدولي بالأسلحة (الاستيراد والتصدير)، وفي توحيد القوانين والبروتوكولات وتبادل معلومات إنفاذ القانون وأفضل الممارسات عبر الدول لمنع مبيعات الأسلحة غير المشروعة. كما أنها تركز على الإرهاب وانتشار الأسلحة كشاغل إنساني ونزع السلاح في مواجهة العنف الشديد وحالات تخفيف الفوضى والحرب الأهلية والصراع الدولي. لا تهدف أحكام الأسلحة الصغيرة والأسلحة الخفيفة عمومًا إلى فرض أو إنفاذ تشريعات وطنية أو محلية تتعلق بملكية الأسلحة المشروعة أو بيعها. 

## جهود الأمم المتحدة لمراقبة الأسلحة الصغيرة والأسلحة الخفيفة
تُستخدم الأسلحة الصغيرة والخفيفة في النزاعات حول العالم، مما يتسبب في وقوع إصابات ووفيات.  تم التطرق إلى الحد من الأسلحة الصغيرة لأول مرة بموجب قرار الأمم المتحدة A/RES/46/36 (ديسمبر 1991)، والذي تم توسيعه بموجب قرار A/RES /50/70 (يناير 1996).  كلف هذا القرار الأخير لجنة من الخبراء بالبحث في نوع الأسلحة الصغيرة والخفيفة المستخدمة في صراعات العالم ودراسة الأسلحة التي قد تنطبق للخضوع لنظام تحديد الأسلحة. عادت توصيات تقارير الخبراء إلى الجمعية العامة، A/52/298 (1997) وA/54/258 (1999)  أدت إلى عقد مؤتمر الأمم المتحدة المعني بالاتجار غير المشروع بالأسلحة الصغيرة في يوليو 2001، مع متابعة في يوليو 2006.
في 26 سبتمبر 2013، أصدر مجلس الأمن التابع للأمم المتحدة القرار رقم 2117، الذي حث الدول على الاستمرار في الالتزام بحظر الأسلحة الصغيرة وبروتوكولات مراقبة الأسلحة الصغيرة والخفيفة. 
يتم تنسيق العمل بشأن الأسلحة الصغيرة والأسلحة الخفيفة عبر الأمم المتحدة من قبل مكتب شؤون نزع السلاح، من خلال آلية الأمم المتحدة لتنسيق العمل بشأن الأسلحة الصغيرة، التي تضم 21 إدارة ووكالة تابعة للأمم المتحدة تعمل في جوانب مختلفة من مراقبة الأسلحة الصغيرة والخفيفة.  يُجري معهد الأمم المتحدة لبحوث نزع السلاح أبحاثًا في شؤون الحد من التسلح ونشر العديد من المقالات والكتب المتعلقة بالأسلحة الصغيرة والخفيفة. 
في 2 أبريل 2013، صوتت الجمعية العامة للأمم المتحدة بأغلبية ساحقة على اعتماد معاهدة تجارة الأسلحة لتنظيم التجارة الدولية القانونية في العديد من أنواع الأسلحة التقليدية، من السفن الحربية والطائرات إلى الأسلحة الصغيرة والخفيفة.  الالتزام الأساسي للمعاهدة هو أن جميع الدول الأطراف يجب أن تضع أو تحافظ على ضوابط في المنطقة. وبهذه الطريقة، تساعد المعاهدة أيضًا المجتمع الدولي على معالجة التجارة غير المنظمة أو غير المشروعة في الأسلحة التقليدية. فُتح باب التوقيع على المعاهدة في 3 يونيو 2013. حتى الآن، وقع ثلثا الدول الأعضاء في الأمم المتحدة على المعاهدة (130 دولة)، وصدقت عليها 72 دولة. دخلت المعاهدة حيز التنفيذ في 24 ديسمبر 2014. 

## التوزيع العالمي للأسلحة الصغيرة
في عام 2018، أفاد مسح الأسلحة الصغيرة بوجود أكثر من مليار قطعة سلاح صغير موزعة على مستوى العالم، منها 857 مليون قطعة (حوالي 85 بالمائة) في أيدي المدنيين.   يشكل المدنيون الأمريكيون وحدهم 393 مليون (حوالي 46 في المائة) من إجمالي الأسلحة النارية التي يحملها المدنيون في جميع أنحاء العالم.  وهذا يعادل «120.5 سلاح ناري لكل 100 ساكن».  تسيطر القوات المسلحة في العالم على حوالي 133 مليون (حوالي 13 بالمائة) من الإجمالي العالمي للأسلحة الصغيرة، ينتمي أكثر من 43 بالمائة منها إلى بلدين - الاتحاد الروسي (30.3 مليون) والصين (27.5 مليون).  تسيطر وكالات إنفاذ القانون على حوالي 23 مليون (حوالي 2 في المائة) من الإجمالي العالمي للأسلحة الصغيرة. 

## روابط خارجية
- مشروع مراقبة مبيعات الأسلحة في اتحاد العلماء الأمريكيين (FAS)
- الأسلحة الصغيرة والأسلحة الخفيفة في مكتب الأمم المتحدة لشؤون نزع السلاح (UNODA)
- حملة الحد من الأسلحة
- تنسيق العمل بشأن الأسلحة الصغيرة ، برنامج عمل الأمم المتحدة ، نظام دعم التنفيذ
- شبكة العمل الدولي بشأن الأسلحة الصغيرة (IANSA)
- المجموعة الاستشارية للألغام (MAG)
- مشروع بشأن الرقابة الحكومية (POGO) نتائج البحث عن «الأسلحة الصغيرة»
- مسح الأسلحة الصغيرة
- قاعدة معارف الأسلحة الصغيرة والأسلحة الخفيفة في غرفة تبادل المعلومات في جنوب شرق وشرق أوروبا لمراقبة الأسلحة الصغيرة والأسلحة الخفيفة (SEESAC)
- عمل الأمم المتحدة التنسيقي بشأن الأسلحة الصغيرة
- معهد الأمم المتحدة لبحوث نزع السلاح
- وزارة الخارجية البريطانية والكومنولث: الأسلحة الصغيرة والأسلحة الخفيفة
- ترتيب واسينار بشأن ضوابط تصدير الأسلحة التقليدية والسلع والتكنولوجيات ذات الاستخدام المزدوج